# Бегинки и бегарды

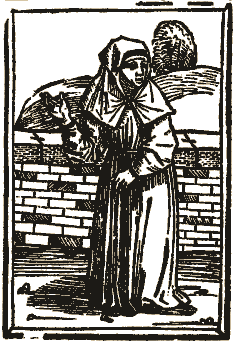
Бегинка, 1489 год

Беги́нки (лат. beguine, beguinae) — религиозное движение, возникшее в средневековой Европе в XII веке и достигшее общеевропейского масштаба в XIII веке. 
В XV веке пережило спад, но просуществовало до Французской революции 1789 года. Членами данных религиозных общин были в основном женщины, которые вели образ жизни, близкий к монашеству. Бегинки проживали в бегинажах (общежитиях), но могли жить и в отдельных жилищах.
Религиозное движение бегардов (лат. begardi) возникло в конце XIII века и духовно связано с движением бегинок. Объединяло мужчин из низших слоев общества. Некоторые общины бегардов объединялись в конгрегации с единой структурой и единым управлением. Впервые упоминаются в источниках XIII столетия (Льеж, 1220 год; Антверпен, 1228 год; Брюгге, 1252 год). По социальному составу — ремесленники. В XIV веке сблизились с лоллардами.
Движение возникло около 1170 года в Брабанте и получило распространение в Нидерландах, Лотарингии и отдельных немецких городах (главным образом вдоль Рейна). Официально бегинки признаны было римским папой Иннокентием III в 1216 году благодаря ходатайству регулярного каноника Жака де Витри, к которому обратилась за заступничеством одна из их лидеров Мари из Уаньи.
По данным бельгийского историка-медиевиста Анри Пиренна, к 1275 году общины фламандских бегинок существовали в Генте, Брюгге, Лилле, Ипре, Арденбурге, Оденарде, Исендике, Остбурге, Дамме, Гистелле, Куртрэ, Дейнзе, Алсте и Дендермонде.
Бегинки могли вступать в брак, выходить из общин, не давать монашеских обетов. Со 2-й половины XIII века появилось мужское ответвление этого движения — бегарды. Религиозный устав общин, тяготевших к монашескому укладу, был менее строгим, чем в монастырях, однако духовная жизнь бегинок зачастую была столь же интенсивной. Одно из первых в западноевропейской литературе описание уклада общины бегинок, существовавшей в Робаше близ Сен-Дье-де-Вож в Вогезах, приводит в своей «Истории Сенонской церкви» (1264 год) хронист-бенедиктинец Ришар Лотарингский.
Странствующие бегинки, проповедовавшие без всякого контроля со стороны Католической Церкви, зачастую распространяли еретические воззрения (ересь), что было обусловлено религиозным невежеством низших слоев общества, составлявших большинство бегинок. В XIII—XV веках Церковь вела борьбу против еретических движений бегинок, из-за чего их деятельность иногда была полностью запрещена в некоторых европейских странах. В 1215 году (на IV Латеранском соборе) и в 1311 году (на Вьеннском соборе) общины бегинок были запрещены.
В наше время сохранилось несколько бегинажей, самый известный из которых находится в городе Брюгге (Бельгия), но проживают там другие люди. Последняя бегинка, Марсела Паттин, умерла 15 апреля 2013 года в возрасте 92 лет.